# März 2024
Portal Geschichte | Portal Biografien | Aktuelle Ereignisse | Jahreskalender | Tagesartikel

◄ |
20. Jahrhundert |
21. Jahrhundert

◄ |
1990er |
2000er |
2010er |
2020er
| 2030er | 2040er

◄ |
2020 |
2021 |
2022 |
2023 |
2024
| 2025 | 2026 | 2027 | 2028 | ►

◄ |
Dezember 2023 |
Januar 2024 |
Februar 2024 |
März 2024 |
April 2024 |
Mai 2024 |
Juni 2024 |
►
Dieser Artikel behandelt tagesbezogene Nachrichten und Ereignisse im März 2024. Eine Artikelübersicht zu thematischen „Dauerbrennern“ und zu länger andauernden Veranstaltungen findet sich auf der Seite zu den laufenden Ereignissen.

## Tagesgeschehen

### Freitag, 1. März 2024
- Teheran/Iran: Parlamentswahl und Expertenratswahl 2024[1]
- Den Haag/Niederlande: Nicaragua reicht beim Internationalen Gerichtshof Klage gegen Deutschland wegen Brüchen des Völkerrechts im Zusammenhang mit dem Krieg im Gazastreifen ein.[2]

### Samstag, 2. März 2024
- Manama/Bahrain: Beginn der Formel-1-Weltmeisterschaft 2024

### Sonntag, 3. März 2024
- Bern/Schweiz: Eidgenössische Volksabstimmung über die Renteninitiative und die Initiative für eine 13. AHV-Rente
- Glasgow/Vereinigtes Königreich: Ende der Leichtathletik-Hallenweltmeisterschaften 2024
- Winterberg/Deutschland: Ende der Bob- und Skeleton-Weltmeisterschaften 2024

### Montag, 4. März 2024
- Karlsruhe/Deutschland: Jens Rommel wird zum Generalbundesanwalt beim Bundesgerichtshof ernannt.

### Dienstag, 5. März 2024
- Budapest/Ungarn: Tamás Sulyok tritt sein Amt als Staatspräsident an.
- Washington, D.C./Vereinigte Staaten: „Super Tuesday“ bei den Präsidentschafts-Vorwahlen der Demokraten und der Republikaner

### Donnerstag, 7. März 2024

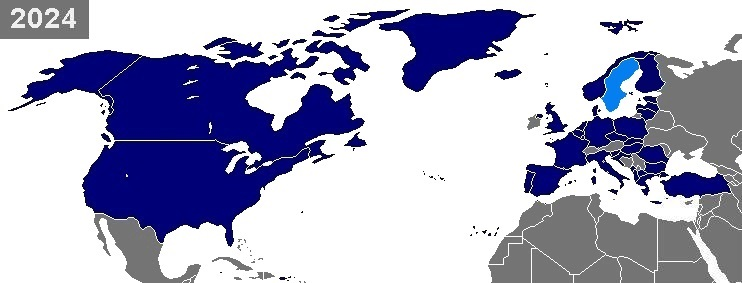
NATO-Erweiterung – Schweden

- Brüssel/Belgien: Schweden wird 32. Mitglied der NATO.[3]
- Kuriga, Bundesstaat Kaduna/Nigeria: Bewaffnete Angreifer entführen mehr als 200 Schulkinder.[4][5] Bereits Ende Februar waren in Gamboru Ngala im Bundesstaat Borno geschätzt über 200 Menschen, überwiegend Frauen und Kinder eines Flüchtlingslagers, mutmaßlich von Dschihadisten entführt worden.[6][7][8]

### Sonntag, 10. März 2024
- Doha/Katar: Beginn der Motorrad-Weltmeisterschaft
- Lissabon/Portugal: Parlamentswahl in Portugal
- Los Angeles/Vereinigte Staaten: Oscarverleihung
- Salzburg/Österreich: Bei den Gemeindevertretungs- und Bürgermeisterwahlen in Salzburg erleidet die ÖVP deutliche Verluste, die höchsten Zuwächse erzielt die KPÖ.

### Donnerstag, 14. März 2024
- Marl/Deutschland: Grimme-Preis 2024 – Bekanntgabe der Preisträger
- Sarajevo/Bosnien und Herzegowina und Podgorica/Montenegro: Ein Erdbeben der Stärke 5,4 Mw ereignet sich im Westbalkan. Das Epizentrum liegt ca. 30 Kilometer von Nikšić und ca. 25 Kilometer von Bileća entfernt.[9]

### Sonntag, 17. März 2024

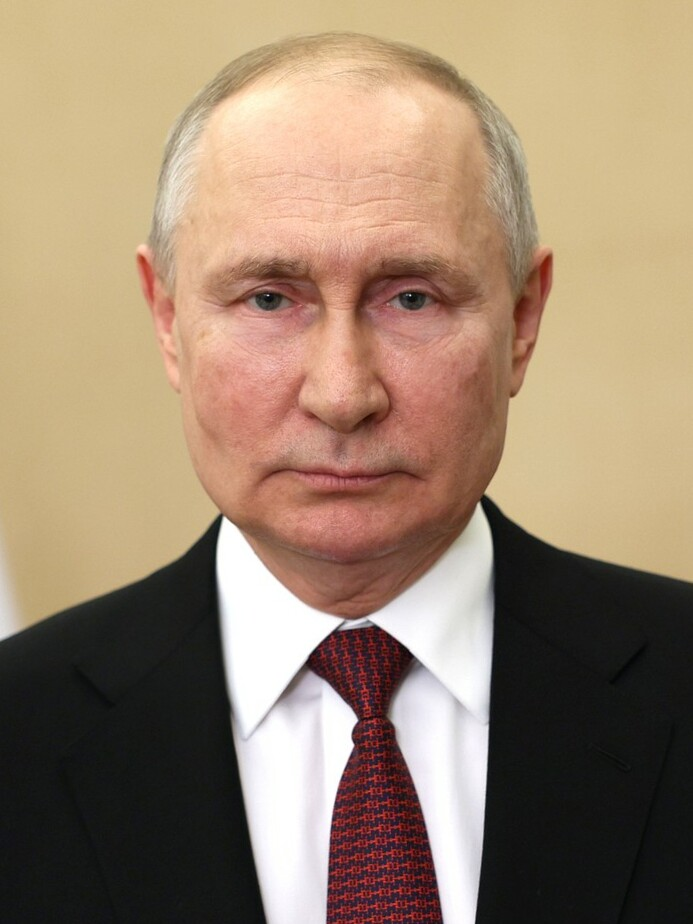
Wladimir Putin erhält eine weitere Amtszeit (diese beginnt im Mai)

- Canmore/Kanada. Der Biathlon-Weltcup geht zu Ende.
- Moskau/Russland: Abschluss der drei Tage umfassenden, als Scheinwahl geltenden, russischen Präsidentschaftswahl

### Montag, 18. März 2024
- Montreal/Kanada: Beginn der Eiskunstlauf-Weltmeisterschaften 2024

### Mittwoch, 20. März 2024
- Dublin/Irland: Regierungschef Leo Varadkar kündigt seinen Rücktritt als Parteichef der Fine Gael an und würde dann auch als Taoiseach zurücktreten.[10]

### Freitag, 22. März 2024

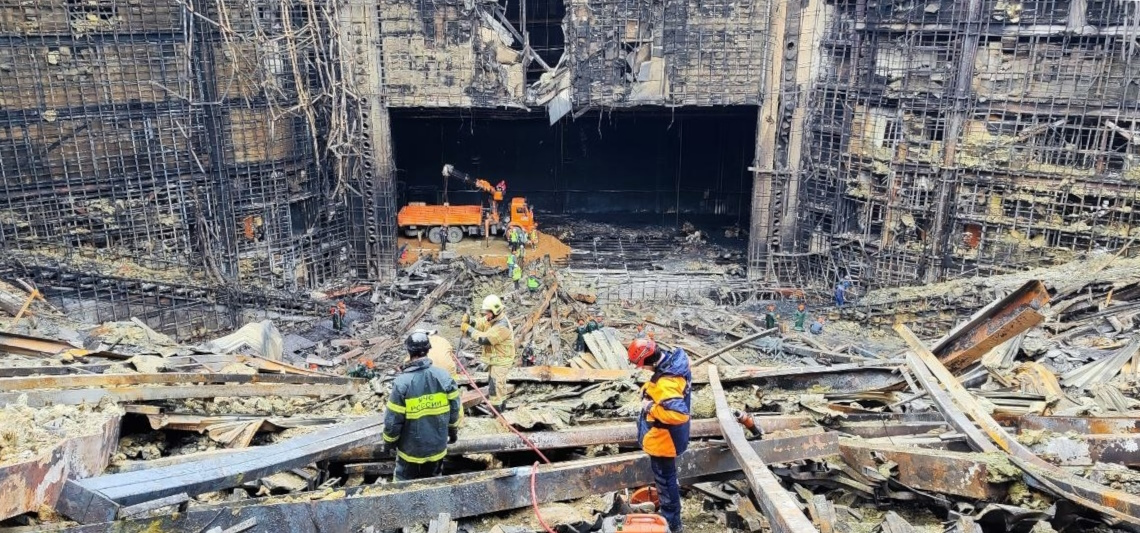
Die zerstörte Crocus City Hall am 25. März

- Krasnogorsk/Russland: Bei einem Anschlag in der Crocus City Hall sterben mindestens 140 Personen, mehrere hundert werden verletzt.
- Zürich/Schweiz: Schweizer Filmpreis 2024

### Samstag, 23. März 2024
- Bratislava/Slowakei: Präsidentschaftswahl in der Slowakei 2024
- Mönchengladbach/Deutschland: Der Lebensmitteleinzelhändler Real stellt nach 32 Jahren den Geschäftsbetrieb ein.

### Sonntag, 24. März 2024
- Dakar/Senegal: Bei der Präsidentschaftswahl in Senegal gewinnt der linke Oppositionskandidat Bassirou Diomaye Faye bereits im ersten Durchgang.
- Montreal/Kanada: Ende der Eiskunstlauf-Weltmeisterschaften 2024
- Saalbach-Hinterglemm/Österreich: Abschluss des Alpinen Skiweltcups 2023/24
- Salzburg/Österreich: Stichwahl um die Nachfolge von Harald Preuner als Bürgermeister zwischen Bernhard Auinger und Kay-Michael Dankl

### Montag, 25. März 2024
- Solingen/Deutschland: Bei einem Brand in einem Mehrfamilienhaus in Solingen kommen vier Menschen ums Leben, viele weitere wurden verletzt. Laut ersten Ermittlungserkenntnissen ist das Feuer vorsätzlich gelegt worden.[11][12]

### Dienstag, 26. März 2024

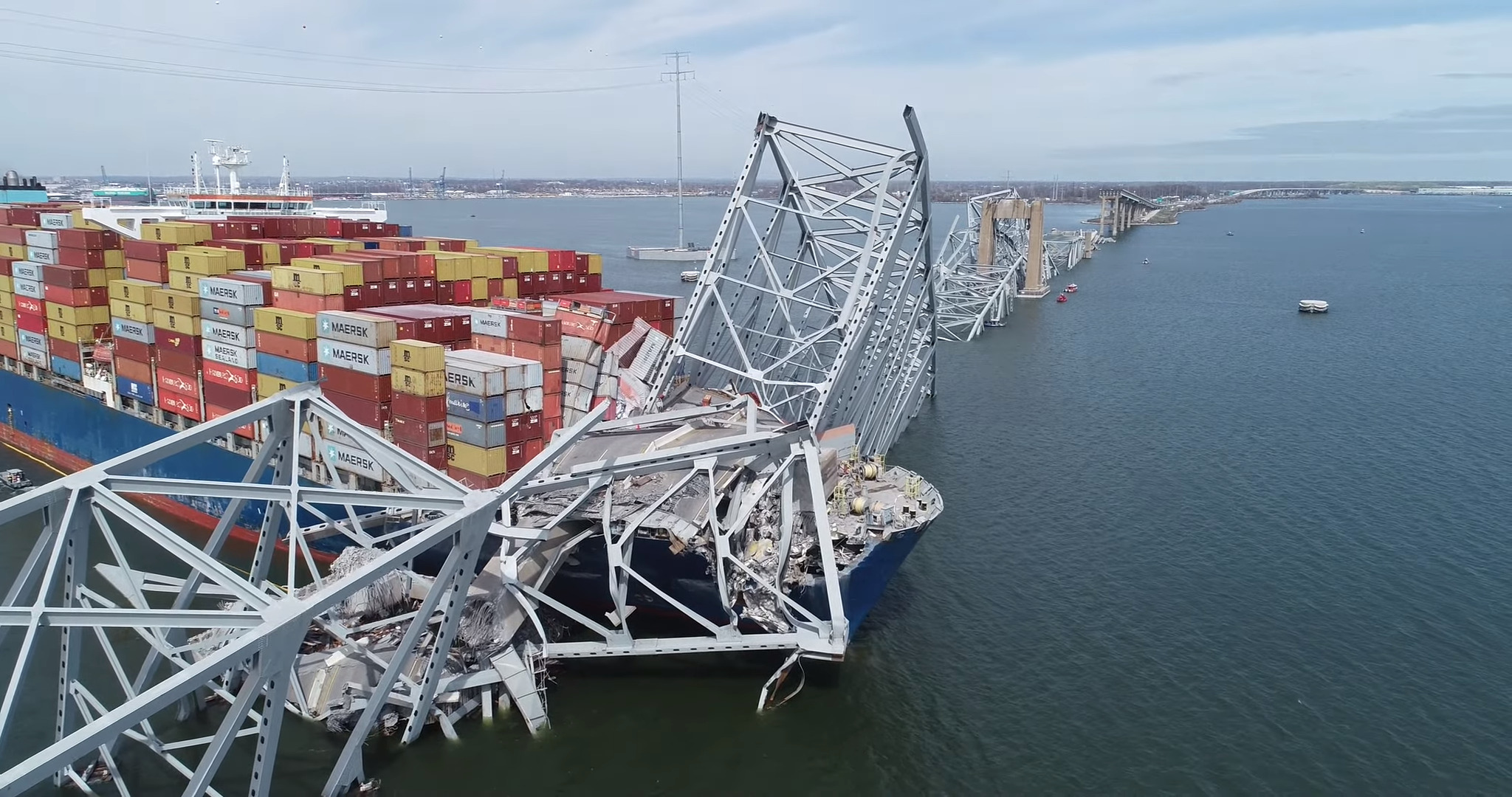
Die kollabierte Francis Scott Key Bridge und das Containerschiff Dali

- Baltimore/Vereinigte Staaten: Das Post-Panamax-Containerschiff Dali fährt gegen die Francis Scott Key Bridge und bringt diese zum Einsturz.
- Cardiff/Vereinigtes Königreich, Breslau/Polen und Tiflis/Georgien: Als letzte drei Teams qualifizieren sich die Nationalmannschaften Polens, der Ukraine und Georgiens für die Fußball-Europameisterschaft 2024. Georgien nimmt damit erstmals an einem großen Fußballturnier teil.

### Mittwoch, 27. März 2024
- 41 Nobelpreisträger veröffentlichen einen an die führenden Politiker der Welt gerichteten Aufruf. Darin fordern sie, die Unterstützung der Ukraine in ihrem Kampf gegen die russische Invasion massiv zu steigern, die demokratische Opposition in Russland – deren Rolle bei einem möglichen Regierungswechsel entscheidend sei – zu stärken und die russische Präsidentschaftswahl nicht anzuerkennen.[13]

### Sonntag, 31. März 2024
- Ankara/Türkei: Landesweite Kommunalwahlen
- Garoowe/Somalia: Nach Annahme einer neuen somalischen Verfassung, die die Macht der Regionen zugunsten der Zentralregierung neu ordnet, kündigt die Regierung der autonomen Region Puntland im Nordosten Somalias an, sich aus Somalias föderalen Institutionen zurückzuziehen und als unabhängiger Staat zu agieren.[14]
- Sofia/Bulgarien und Bukarest/Rumänien: Die beiden Balkanstaaten treten dem Schengen-Raum bei.[15]
- Schaffhausen/Schweiz: Start der Curling-Weltmeisterschaft der Herren im KSS Sport- und Freizeitpark.